# Дая (Харгіта)
Дая (рум. Daia) — село у повіті Харгіта в Румунії. Входить до складу комуни Улієш.
Село розташоване на відстані 204 км на північ від Бухареста, 42 км на південний захід від М'єркуря-Чука, 146 км на південний схід від Клуж-Напоки, 64 км на північ від Брашова.

## Населення
За даними перепису населення 2002 року у селі проживали 278 осіб. Рідною мовою 276 осіб (99,3%) назвали угорську.
Національний склад населення села:
| Національність | Кількість осіб | Відсоток |
| -------------- | -------------- | -------- |
| угорці         | 270            | 97,1%    |
| цигани         | 6              | 2,2%     |